# Manaoag
Manaoag é um município de  primeira classe de renda municipal (d) na província Pangasinan, nas Filipinas. De acordo com o censo de 1 de maio  de  2020 possui uma população de 76 045 pessoas e 17 659 domicílios.